# Aldulfin
Aldulfin, oder Al Dulfin, Bayer-Bezeichnung ε Delphini (Epsilon Delphini) ist ein Stern der Spektralklasse B6 im Sternbild Delphinus. Er besitzt eine scheinbare Helligkeit von 4,0 mag und ist rund 330 Lichtjahre entfernt. Der Stern trägt den historischen Eigennamen Deneb Dulfim (auch Al Dhanab al Dulfim, aus arabisch ذنب الدلفين, DMG ḏanab ad-dulfīn ‚Schwanz des Delphins‘).